# Marino Cenna
Marino Cenna (Campi Salentina, 17 settembre 1951 – Boston, 18 novembre 2003) è stato un attore italiano.

## Biografia
È un attore caratterista. Scoperto dal regista Marco Bellocchio, Marino Cenna inizia la carriera d'attore intorno alla prima metà degli anni settanta; le sue apparizioni sono sempre state legate a ruoli da comprimario e talvolta sporadiche, che però si sono rivelate determinanti per la riuscita dei pochi film a cui ha preso parte.
Marino Cenna si congeda dal mondo del cinema a partire dagli anni novanta interpretando come ultimo ruolo uno dei figli di Marcello Mastroianni in Stanno tutti bene; dopo l'ultimo impegno cinematografico, decide di ritirarsi a vita privata.

## Filmografia

### Cinema
- Nel nome del padre, regia di Marco Bellocchio (1972)
- Un ufficiale non si arrende mai nemmeno di fronte all'evidenza, firmato Colonnello Buttiglione, regia di Mino Guerrini (1973)
- Marcia trionfale, regia di Marco Bellocchio (1976)
- Padre padrone, regia di Paolo e Vittorio Taviani (1977)
- Una vita venduta, regia di Aldo Florio (1978)
- Atsalut pader, regia di Paolo Cavara (1979)
- Salto nel vuoto, regia di Marco Bellocchio (1980)
- La posta in gioco, regia di Sergio Nasca (1988)
- Stanno tutti bene, regia di Giuseppe Tornatore (1990)

### Televisione
- Il était un musicien, regia di Giovanni Fago (1979) (Serie TV, 1ª stagione episodio 26)